# 씽 온 투어
씽 온 투어(일본어: シング・オン・ツアー, 영어: SING ON TOUR)은 유니버설 스튜디오 재팬의 할리우드 지역, 일루미네이션 시어터에서 열리는 콘서트 형식의 쇼 어트랙션이다.